# Меллор, Марк
Марк Э. Меллор (англ. Marq A. Mellor; род. 5 марта 1968, Лонг-Айленд-Сити, Нью-Йорк) — американский хоккеист на траве, нападающий. Участник летних Олимпийских игр 1996 года, двукратный бронзовый призёр Панамериканских игр 1991 и 1995 годов.

## Биография
Марк Меллор родился 5 марта 1968 года в районе Лонг-Айленд американского города Нью-Йорк.
Учился в старшей школе в Бронксвилле, выступал за её команду по хоккею на траве, в составе которой был чемпионом штата Нью-Йорк. Впоследствии выступал за команду Нью-Йоркского государственного университета в Коблскилле и «Рай».
С конца 1980-х до 1997 года выступал за сборную США. В 1993—1996 годах был её капитаном.
Дважды становился бронзовым призёром хоккейных турниров Панамериканских игр — в 1991 году в Гаване и в 1995 году в Мар-дель-Плате.
В 1996 году вошёл в состав сборной США по хоккею на траве на летних Олимпийских играх в Атланте, занявшей 12-е место. Играл на позиции нападающего, провёл 7 матчей, забил 1 мяч в ворота сборной Аргентины.
По окончании игровой карьеры стал тренером. Сначала работал в средней школе, затем в клубе «Нью-Йорк».

## Семья
Отец — Энтони Меллор, американский тренер по хоккею на траве. Тренировал школьную и университетскую команды, за которые выступал Марк.